# میندزیخوت
میندزیخوت (لهستانی: Międzychód؛ ‏[mʲɛnˈd͡zɨxut]) شهری در استان لهستان بزرگ و مرکز اداری شهرستان میندزیخوت است. این شهر در کرانهٔ جنوبی رود وارتا در حدود ۷۵ کیلومتری غرب پوزنان واقع شده و ۱۰٬۹۱۵ جمعیت دارد. (آمار ۲۰۱۹).
پس از تهاجم آلمان به لهستان در جریان جنگ جهانی دوم و اشغال لهستان، عده‌ای از اهالی این شهر در نوامبر ۱۹۳۹ در جریان اینتلیگنتساکتسیون کشته شدند. نیروهای آلمان نازی یک زندان در این شهر ساخته بودند.